# Petroscirtes xestus
Petroscirtes xestus är en fiskart som beskrevs av Jordan och Seale, 1906. Petroscirtes xestus ingår i släktet Petroscirtes och familjen Blenniidae. Inga underarter finns listade i Catalogue of Life.